# تل جارابيتاس

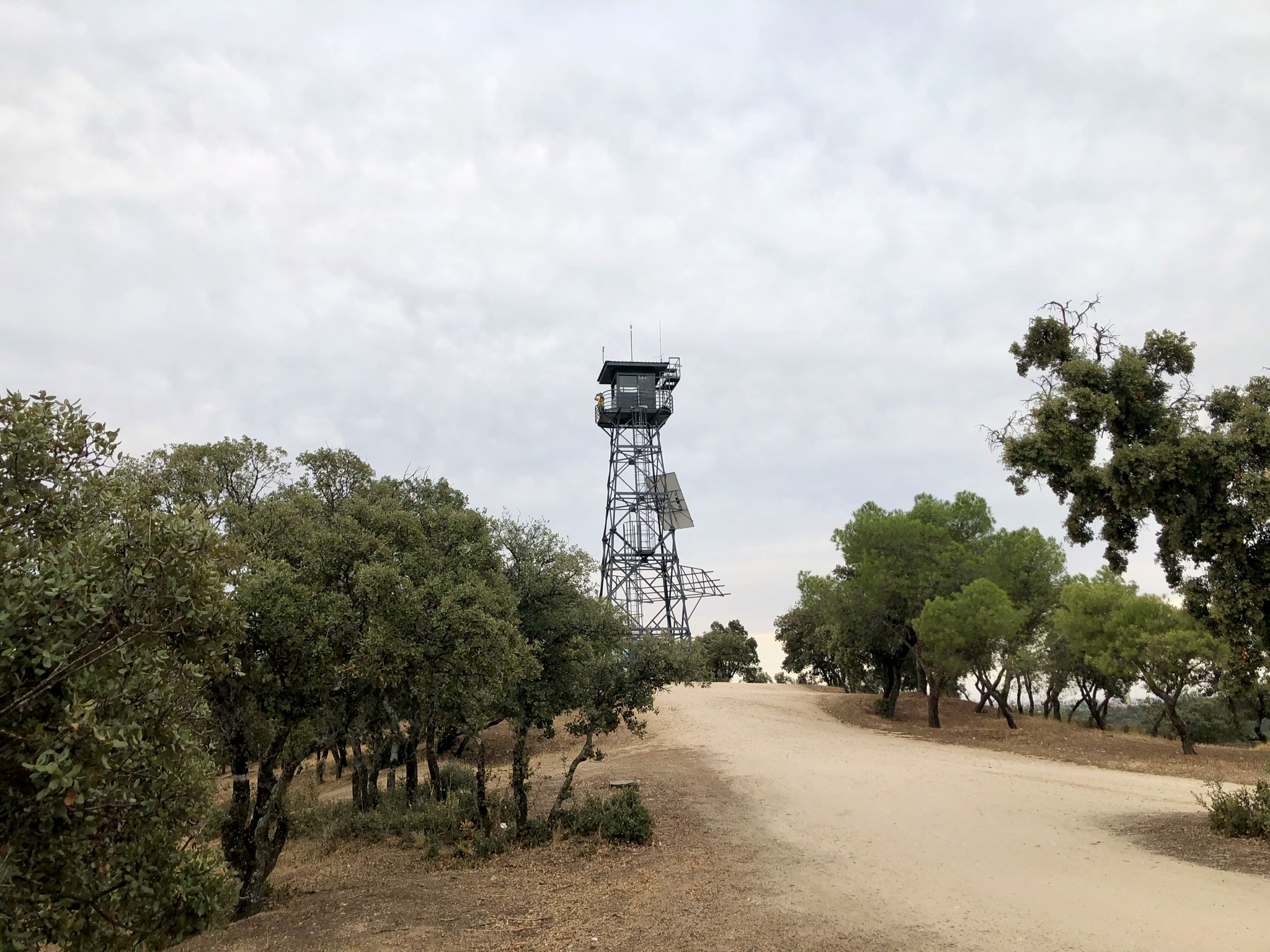
أعلى التل وبرج المراقبة.

تل جارابيتاس (بالإسبانية: Cerro Garabitas)‏ هو تل يقع في منتزه كازا دي كامبو (بالإسبانية: Casa de Campo)‏ في مدريد. وكان هذا المكان مسرحًا لمعارك مختلفة خلال الحرب الأهلية في معركة مدريد. حيث وضع المتمردون في قمتها بطاريات مدفعية من بداية ديسمبر 1936 بهدف قصف مدريد. واستمر القصف فترة الحرب، فجرت محاولات لإحتلال هذا الموقع الاستراتيجي من أجل وقف القصف، لكن المحاولات باءت بالفشل طوال الفترة 1936-1939. وحاليا يوجد في أعلى التل برج مراقبة لحراس الحديقة.

## التاريخ
في تاريخ التخطيط الحضري في مدريد كان لهذا التل وظائف مختلفة، أحدها اقترحه المهندس المعماري بالاسيوس لربط التل مع جبل برينسيبي بيو بسكة حديدية معلقة. كان الطريق المقترح أحد أطول الطرق في أوروبا. ولكن لم ينفذ المشروع، وتم نسيانه. هذا التل هو موضوع الأساطير الحضرية مثل تلك التي اعتادوا أن يقولوها في القرن التاسع عشر، في هذه الأساطير يُذكر أنه آخر مكان تقوم فيه أرواح الموتى بزيارته قبل مغادرة هذا العالم.

### الحرب الأهلية
كانت قوات المتمردين بقيادة الجنرال فاريلا قد احتلت كازا دي كامبو في 10 نوفمبر 1936، وتنوي مهاجمة مدريد من هذا الموقع. فحاولت القوات الجمهورية من اللواء الحادي عشر الدولي قطع الاتصالات لمنع وصولهم إلى المدينة الجامعية عن طريق التل. ولكن تعزيزات الجيش الجمهوري المتتالية من الباسيتي لم تمنع القوات المتمردة من الاستيلاء على هذا التل في 13 نوفمبر (مع أخذ تلال باكيو وباسيوريرو). تم تعيين الأناركي بوينافنتورا دوروتي وطابوره دوروتي في هذا القطاع، وأخيرًا بعد قتال قوي قلل الطابور من محاولات الاستيلاء على التل. ما بين 10 و 14 أبريل 1937 حاولت العديد من الألوية الجمهورية المختلطة الاستيلاء على سيرو جارابيتاس دون فائدة.

### مابعد الحرب
أصبح التل مركزا لاحتفالات الجيش المنتصر في فترة ما بعد الحرب. ولكن شيئًا فشيئًا فقد المكان أهميته في فترات الخلافات التالية، وتم تركيب برج مراقبة عليه لاستخدام حرس الغابات في المنطقة.

## المميزات
بالإمكان الوصول إلى تل جارابيتاس عن طريق كازا دي كامبو ومن مكان يسمى كواترو كامينوس. وارتفاعه 677 متر، مما يجعله أحد أعلى المناطق في كازا دي كامبو. أعلى مستوى هو ممر سوموساغوس Puerta de Somosaguas وارتفاعه 690 متر. في الوقت الحالي ومن أعلى التل هناك برج مراقبة لحراس الحديقة. من هناك اطلالة مدريد بشكل جميل. وحاليا هو مكان للتنزه.